# Kochenillkaktusar
Kochenillkaktusar (Nopalea) är ett  växtsläkte inom familjen kaktusar med åtta arter. De förekommer naturligt i Mexiko, Centralamerika och Västindien. Arterna kan odlas som krukväxter i Sverige, men blir snart för stora för ett vanligt fönster. Bäst som friplanterade i växthus.
Släktet innehåller suckulenta buskar och träd som är upprättväxande, ibland med hängande grenar, 1–10 meter höga. Genomgående stam saknas eller är segmenterad, den är elliptisk i genomskärning men blir cylindrisk som äldre. Stammen och grenarna är indelade i platta segment som ofta är mer eller mindre buckliga. Areolerna finns utspridda över hela ytan och är vanligen vita eller brungula. De bär glochider och 1–3 (–12) taggar. Blommorna är tvåkönade och radiärsymmetriska, 3–1 (–10) cm långa med upprätta hylleblad. De inre hyllebladen är tätt pressande mot pistillen och de rosa, röda eller orange ståndarna, som alla är längre än hyllebladen. Pistillen har en förtjockad del som täcker nektarierna. Märkesflikarna är först gröna, senare rosa. Pollenet är gult till rosa. Frukten är ett rött, cylindriskt eller elliptiskt bär som saknar taggar.
Kochenillkaktusar står nära opuntior (Opuntia), men skiljs bland annat genom den speciella blomformen och den förtjockade pistillen, som saknas hos opuntior. Kaktusarna pollineras av kolibrier och blomningstiden infaller under vintern då fåglarna passerar under sin flyttning. Arten används som värd för odling av kochenillsköldöss.